# Есаян, Тигран Рубенович
Тигра́н Рубе́нович Есая́н (арм. Տիգրան Ռուբենի Եսայան; 2 июня 1972, Ереван, Армянская ССР, СССР) — советский и армянский футболист, нападающий. Тренер.

## Клубная карьера
Есаян с 1990 года начал выступать в составе «Зоравана», который выступал во второй низшей лиги СССР. С 1992 года непосредственно в чемпионате Армении, в котором клуб занял место внизу таблицы и вылетел в Первую лигу. Однако Есаян после сезона покинул клуб и перешёл в эчмиадзинский «Звартноц». После окончания сезона Есаян вновь покинул клуб. Новым местом работы стало ереванское «Динамо» выступавшее в первой лиге. Есаян за сезон стал главный голеодором команды, наколотив в ворота соперников 30 мячей. Этот результат стал лучшим в первенстве первой лиге в сезоне 1994 года. С 1995 года выступал за «Ереван», в составе которого стал чемпионом Армении (1997 год), а также финалистом Кубка Армении (1998 год)

## Тренерская деятельность
После завершения карьеры футболиста Есаян начал тренерскую деятельность, но в основном тренировал молодёжные и юношеские команды.
В конце января 2010 года стал главным тренером ереванского «Арарата», который в прошедшем сезоне занял последнее место и вылетел в Первую лигу. Под руководством Есаяна клуб стал победителем в первой лиге и вернулся в Премьер-лигу. По истечении сезона Есаян подписал новый контракт с «Араратом» сроком на один год. 16 февраля Есаян подал в отставку с поста главного тренера. Причиной тому являлось отношение руководства к подготовительному процессу команды во время осенне-весенних сборов команды, отсутствия серьёзного пополнения игроков, которые серьёзно бы усилили команду в матчах с клубами Премьер-лиги. В целом данные факторы, а также второстепенные сподобили Есаяна на уход из клуба.
После уволенного с поста главного тренера «Бананц-2» Ашота Барсегяна занял вакантную должность в клубе. По прошествии сезона покинул свой пост.
В конце февраля 2012 года Есаян вернулся в тренерский штаб «Арарат», только уже в качестве главного тренера «Арарат-2».

## Достижения

### Игрока
- «Динамо» (Ереван)
  - Лучший бомбардир первой лиги: 1994
- «Ереван»
- командные:
  - Чемпион Армении: 1997
  - Бронзовый призёр чемпионата Армении: 1995/96, 1996/97, 1998
  - Финалист Кубка Армении: 1998
- личные:
  - Рекордсмен по количеству проведённых матчей за «Ереван» — 95 матчей
  - Рекордсмен по количеству забитых мячей за «Ереван» — 61 мяч
- «Арарат» (Ереван)
  - Серебряный призёр чемпионата Армении: 2000
- «Бананц»
  - Серебряный призёр чемпионата Армении: 2002, 2004
  - Финалист Кубка Армении: 2003, 2004

### Тренера
- «Арарат» (Ереван)
  - Чемпион первой лиги Армении: 2010